# 郷谷村
郷谷村（さとやむら）は群馬県の南東部、邑楽郡に属していた村。

## 地理
- 湖沼：城沼

## 歴史
- 1889年（明治22年）4月1日 - 町村制施行により、周辺3村（田谷村、四ツ谷村、新当郷村）と当郷村の一部が合併し郷谷村が成立する。
- 1954年（昭和29年）4月1日 - 周辺1町6村（館林町、大島村、赤羽村、六郷村、三野谷村、多々良村、渡瀬村）と合併し館林市となる。